# North Sheridan, Bắc Dakota
North Sheridan là một lãnh thổ chưa tổ chức thuộc quận Sheridan, tiểu bang Bắc Dakota, Hoa Kỳ. Năm 2010, dân số của nơi này là 292 người.